# Gampel
Gampel is een plaats en voormalige gemeente in het Zwitserse kanton Wallis, en maakt sinds 1 januari 2009 deel uit van de gemeente Gampel-Bratsch in het district Leuk.
Gampel is van het direct aangrenzende dorp Steg gescheiden door de Lonza, die tevens de gemeente- en districtsgrens vormt.
- Gemeinsame Normdatei: 4538992-5
- Historisch woordenboek van Zwitserland: 002717
- Virtual International Authority File: 248721669
- WorldCat: E39PBJmpgCybBqFVt3TqYpBQMP